# Styl alpejski
Styl alpejski – taktyka stosowana przy zdobywaniu wysokich gór (5–8 tysięcznych, na które nie da się wejść i zejść w ciągu jednego dnia od bazy głównej), przede wszystkim w himalaizmie.
Nazwa pochodzi od sposobu wchodzenia na szczyty w Alpach, gdzie zazwyczaj atak szczytowy odbywa się w ciągu jednej doby, co umożliwia ograniczenie ilości dźwiganego sprzętu (brak ciężkiego sprzętu biwakowego) i zwiększenie w ten sposób szybkości zespołu. W stylu alpejskim, w odróżnieniu od stylu wyprawowego nazywanego też stylem oblężniczym, mały zespół wspinaczkowy (najczęściej 2–4 osoby) wspina się od punktu wyjścia aż do szczytu, dźwigając cały potrzebny do zdobycia sprzęt wspinaczkowy i biwakowy na własnych plecach. Wiąże się to z codziennym przenoszeniem biwaku w inne miejsce. W przypadku gór najwyższych przyjęcie takiego stylu zwiększa szybkość, jak i wartość sportową przejścia, niemniej ze względu na konieczność ograniczania wagi i tak ciężkich plecaków sprawia, że wspinacze są bardziej narażeni na skutki złej pogody, a olbrzymi wysiłek związany z noszeniem ciężkich plecaków zwiększa ryzyko wyniszczenia organizmu i choroby wysokościowej. Stosowanie stylu alpejskiego wyklucza używanie poręczówek, wspomaganie tlenem z butli oraz stosowanie przenośnej komory hiperbarycznej.